# Manuel Odría
Manuel Arturo Odría Amoretti, född 26 november 1896 i Tarma i Junín, död 18 februari 1974 i Lima, var en peruansk militär och politiker. Han var Perus president mellan 1948 och 1956.
Odría var en soldat med en enastående karriär: han deltog som stabschef under Peruansk-Ecuadorianska kriget 1941 och agerade i slaget vid Zarumilla. Han var senare regerings- och polisminister i regeringen för José Luis Bustamante y Rivero, som han avskedade 1948, då han tog absolut kontroll över regeringen, vilket hårt undertryckte motståndarna, särskilt aprister och kommunister. Hans period är historiskt känd som Ochenio de Odría och är uppdelad i två faser: Militärjunta (1948-1950) och Republikens konstitutionella president (1950-1956).
General Odrías administration kännetecknades av att den var progressiv och hade nationella rötter, baserad på pragmatism och nationalism. Dess stora utbildnings- och socialförsäkringsarbete förtjänar att lyftas fram, liksom den relativa ekonomiska och finansiella återhämtningen i landet, delvis gynnad av en fördelaktig internationell situation: Koreakriget, som medförde en ökning av exporten och en ökning av priserna. Den ekonomiska krisen började fördjupas i slutet av hans regering och det var hans efterträdare som fick lösa problemen. Hans motto var "Handling och inte ord" som han senare omformade till "Hälsa, utbildning och arbete". Han främjade ett ambitiöst program för monumentala armerade betongkonstruktioner, vilket resulterade i full sysselsättning och följaktligen ett tillfälligt socialt lugn. Så uppfördes stora skolaenheter (GUE), nationella universitet, offentliga byggnader, bostadskomplex, sjukhus, hotell, broar och idrottsanläggningar, som Estadio Nacional i Lima, liksom motorvägar, som Panamericana, alla storskaliga verk. Det moderniserade landet med stormsteg, men under en stark högermilitär regering, energiskt antiaprista och antikommunistisk. Samtidigt ledde detta överflöd av offentliga verk och avsaknaden av tillsyn oundvikligen till en gigantisk offentlig korruption, som både Odría och hans släktingar hade gynnats av, och i en kompromiss med hans efterträdare Manuel Prado Ugarteche kunde i utbyte mot total straffrihet undersökningen undvikas och återgången till demokrati förhindrades. Senare försökte Odría återta presidentskapet med demokratiska medel vid två tillfällen: i presidentvalet 1962 och 1963, men lyckades inte och avslutade därmed sin politiska karriär.
I Peru minns man denna regim som "de stora offentliga verken" som sysselsatte tusentals peruaner och som fick landet att leva i en tillfällig ekonomisk högkonjunktur. Författaren Mario Vargas Llosa placerade sin berömda roman Conversación en La Catedral (1969) i Odrías åttaårsperiod, med betoning på det politiska förtrycket och korruptionen av militären tillsammans med oligarkin.

## Karriär
Odría blev befordrad till major den 1 februari 1930 och tog ledningen för infanteribataljonen vid militärskolan, en tjänst han innehade fram till sin befordran till överstelöjtnant den 1 februari 1936. Han utsågs sedan till stabschef för den fjärde divisionen i Cusco och med samma ställning gick han över till División Ligera, baserad i Piura, i vars ledning han deltog i kriget med Ecuador 1941. Minnesvärd var hans prestation i slaget vid Zarumilla, som utkämpades från 23 till 27 juli samma år, och där de peruanska styrkorna motstod ecuadorianernas attack och därefter gick till offensiven och resulterade i en kort ockupation av Ecuadors territorium. För sin framstående handling befordrades han till överste den 15 november 1942 och utsågs till biträdande direktör och sedan generaldirektör för Escuela Superior de Guerra del Peru.
Han reste till USA för att gå kurser om moderna vapen, och vid hans återkomst befordrades han till brigadgeneral, enligt kongresslagen den 23 mars 1946. Han innehade också tjänsten som chef för generalstaben för armén, från april 1946 till januari 1947, då han kallades för att ingå i ministerkabinettet för president José Luis Bustamante y Rivero, som minister för regering och polis.
Nästa etapp i hans liv blev hans uppnående av makten, först presiderade över en militärjunta från 1948 till 1950, och sedan som konstitutionell president, från 1950 till 1956. Den 10 oktober 1951, genom en lag som antogs av kongressen, befordrades han till generalmajor.

## Republikens president (1950-1956)

President Manuel A. Odría (tredje från höger), tillsammans med några av hans ministrar.

Odría svor in sig som "konstitutionell president" den 28 juli 1950 inför ett folkvalt parlament. Lagen för inre säkerhet hölls vid liv. Hans regering åtnjöt ekonomisk stabilitet och han fortsatte arbetet som påbörjats av militärjuntan.
Efter hans motto "Handling och inte ord" utvecklade Odría en omfattande plan för offentliga arbeten, huvudsakligen inriktad på byggandet av stora skolenheter både i Lima och i de största städerna i landet, samt kommunikationskanaler, sjukhus, ministerier, hotell, etc. Många av hans verk var avsedda för hans hemstad, Tarma (domkyrkan, turisthotellet, regionsjukhuset, etc.); och till Tacna, den heroiska staden, födelseplatsen för hans fru María Delgado de Odría.
Det bör noteras att Odrias regering gynnades av en ekonomiskt gynnsam situation på grund av ökad export tack vare Koreakriget. Priserna på exportprodukter (bomull, socker, metaller, ull) återhämtade sig på världsmarknaden. Detta ledde till en märkbar ökning av skatteintäkterna, pengar som regeringen använde i sitt program för offentliga arbeten, som bortsett från dess inneboende nytta, ledde till anställning av tiotusentals arbetare.
Men samtidigt var de medborgerliga rättigheterna starkt begränsade och korruptionen skenade genom hela hans regim. Politiskt förtryck förkroppsligades i  regissören och senare regeringsminister Alejandro Esparza Zañartu, en mörk karaktär som agerade under en gloria av mystik.
Regeringen fick också möta problemet med Haya de la Torres asyl i den colombianska ambassaden, en fråga som diskrediterade honom internationellt. Redan i den sista delen av hans period, ökade priserna på grundläggande förnödenheter, initieringen av en störande ekonomisk-finansiell kris och skärpningen av diktaturen, som orsakade oroligheter i befolkningen som krävde att regeringen skulle förnya de gamla strukturerna i nationen. Nya politiska partier växte fram som kristdemokrati, Social Progresismo och senare Acción Popular, ledd av arkitekten Fernando Belaúnde Terry.

## Död
Efter militärstatskuppen 1968 och under Juan Velasco Alvarado regering lämnade Odría den aktiva politiken. Han bodde då i stadsdelen Santa Beatriz, Cercado de Lima, på gatan Nicolás Corpancho, alltid tillsammans med sin fru María Delgado de Odría. Han dog den 18 februari 1974 på grund av en hjärtinfarkt. Hans balsamerade kvarlevor låg på lit de parade i bårhuset på Hospital Militar Central och fördes sedan till Iglesia del Sagrario, där människor från alla samhällsskikt bildade långa köer för att säga farväl. Genom dekret nr 002-74/PM förordnade regeringen att han skulle hedras som republikens president och förklarade en nationell sorgedag då hans begravning hölls. Hans rester vilar i ett mausoleum i den vänstra flygeln av katedralen i Tarma.